# Lijst van personages uit Asterix
Lijst van alle personages uit de verhalen van Asterix de Galliër. De plaatsnamen, voor zover ze verschillen van de hedendaagse, zijn ook vermeld.
Veel namen zijn in het Nederlands vertaald. Hoewel de vertalers streven naar behoud van de betekenis van de naam in letter en geest, gaat de originele taalgrap hierdoor vaak verloren. Niet iedereen juicht alle vertalingen toe, zeker niet sinds steeds meer namen verdrongen worden door Nederlandse versies. Waar oorspronkelijk en decennialang het devies was niet te vertalen tenzij de originele naam problemen gaf of er een bijzonder ludieke vertaling voor de hand lag, lijkt het tij te zijn omgeslagen naar de regel om simpelweg voor alles een vertaling te zoeken.
Aan de uitgangen van de meeste namen kan worden herkend tot welk volk iemand behoort:
- Romeinen: -us. Dit is historisch correct, maar in werkelijkheid eindigden lang niet alle Romeinse namen op -us. Bij historische personen, zoals Julius Caesar, moesten de schrijvers dan ook een uitzondering maken.
- Galliërs: -ix. Hierbij hebben de historische personen Ambiorix en Vercingetorix als voorbeeld gediend. Bij deze namen is de uitgang -rix echter een woord met de betekenis koning, leider, het was dus geen normale uitgang voor het Gallische volk.
- De Belgen zijn ook een Gallisch volk en hun namen eindigen dus ook op -ix. In de Nederlandse vertaling hebben de meeste Belgen echter niet de uitgang -ix maar een naam die begint met Vanden-.
- Goten: -ic. Hierbij hebben namen als  Alaric en Theodoric als voorbeeld gediend.
- Noormannen: -af. Gebaseerd op het Noors. Kennelijk met de naam Olaf als voorbeeld.
- Vikingen: -en. Gebaseerd op het Deens, hoewel Vikingen en Noormannen hetzelfde volk zijn.
- Britten: -ax.
- Grieken: -os. Dit is inderdaad een gebruikelijke uitgang voor Griekse namen. In de literatuur is dit veelvuldig gelatiniseerd tot het Romeinse -us.
- Egyptenaren: -is. De voorbeelden zijn de goden Isis en Osiris.
- Iberiërs: -on.
- Sarmaten: -ine (alle mannelijke inwoners) of -ovna (alle vrouwelijke inwoners).

| Nederlandse naam                                 | Franse naam                                                             | Omschrijving | Voorkomen (nummer en huidige naam van boek, pagina, nummer van plaatje) |
| ------------------------------------------------ | ----------------------------------------------------------------------- | --- | --- |
| Heroïx (vanaf 2002, daarvoor Abraracourcix)      | Abraracourcix                                                           | Leider van het Gallische dorp | 1: Asterix de Galliër |
| Absolutus                                        | Absolumentexclus                                                        | Nieuwe centurio van Babaorum | 23: Obélix & Co (5:5) |
|                                                  | Acidcloridrix                                                           | Spion met codenaam HCL | 10: Asterix als legioensoldaat (39:2) |
| Comaserix                                        | Adictosérix                                                             | Biturgisch verrader, spion van Caesar | 38:De Dochter van de Veldheer (7:3a) |
| Adrenaline                                       | Adrénaline                                                              | puberdochter van Vercingetorix | 38:De Dochter van de Veldheer (1:1a) |
| Aerobus                                          | Caius Aerobus                                                           | Centurio van Aquarium | 15: De intrigant (13:1) |
|                                                  | Afranius                                                                | tegenstander van Caesar | 10: Asterix als legioensoldaat (37:1) |
| Nestorix                                         | Agécanonix                                                              | De oudste bewoner van het dorp. Hij komt in deel 4 al even voor, maar in deel 12 krijgt hij pas een naam. Hij heeft een kruk, maar kan toch nog snel rennen. Hij heeft overal commentaar op. Hij zit onder de pantoffel bij zijn jeugdige vrouw. | 4: Asterix als gladiator (13:4) |
| Nestorix                                         | Agécanonix                                                              | De oudste bewoner van het dorp. Hij komt in deel 4 al even voor, maar in deel 12 krijgt hij pas een naam. Hij heeft een kruk, maar kan toch nog snel rennen. Hij heeft overal commentaar op. Hij zit onder de pantoffel bij zijn jeugdige vrouw. | 9: De Noormannen (13:1, 15:6) |
|                                                  | Vrouw van Agécanonix                                                    | Ze is veel jonger dan haar man en erg mooi. | 15: De intrigant (19:1) |
| Aginum                                           | Aginum                                                                  | Agen | 5: De ronde van Gallië (37:2) |
| Droesemix                                        | Alambix                                                                 | Wijn- en steenkoolhandelaar in Arverne, ruilt het schild van Ballondebaudrus | 11: Het ijzeren schild (15:8) |
| Droesemix                                        | Alambix                                                                 | Wijn- en steenkoolhandelaar in Arverne, ruilt het schild van Ballondebaudrus | 20: Op Corsica (9:6) |
| Tullius Lucuncus                                 | Caligula Alavacomgetepus                                                | Prefect van Gallië | 4: Asterix als gladiator (5:1) |
|                                                  | Allegorix                                                               | Galliër | 9: De Noormannen (14:10) |
|                                                  | Alpaga                                                                  | Vrouw van Claudius Quiquilfus | 18: De lauwerkrans van Caesar (18:4) |
| Metallurgix                                      | Amérix                                                                  | Fabrikant van gouden sikkels, neef van Obelix | 2: Het gouden snoeimes (6:8) |
| Amnesix                                          | Amnésix                                                                 | Druïde die Panoramix moet genezen | 7: De strijd van de stamhoofden (30:3) |
| Plurkis (Stennis)                                | Amonbofis                                                               | Egyptische architect, tegenstander van Numérobis | 6: Cleopatra |
| Serpentineke                                     | Amoniake                                                                | Vrouw van Boetanix/Botanickx | 24: De Belgen (34:1) |
| Hendrix                                          | Analgésix                                                               | Galliër | 23: Obélix & Co (18:3) |
| Angina                                           | Angine                                                                  | Vrouw van Orthopédix | 21: Het geschenk van Caesar |
|                                                  | Anglaigus                                                               | Architect | 17: De Romeinse lusthof |
|                                                  | Anicium                                                                 | Le Puy | 11: Het ijzeren schild (26:2) |
| Antibiotix                                       | Antibiotix                                                              | Verkoper van zwijnen op de markt in Condatum | 13: De koperen ketel (20:3) |
| Wisecrax                                         | Antrax                                                                  | Herbergier in Brittania | 8: De Britten (23:4) |
| Nogalfix                                         | Aplusbégalix                                                            | Leider van Sérum | 7: De strijd van de stamhoofden |
| Vollebus                                         | Aplusdanslbus                                                           | Romeins legionair | 39: De Griffioen (26:4) |
|                                                  | Appatix                                                                 | Leider van een Corsicaanse clan | 20: Op Corsica (36:5) |
|                                                  | Aquae Calidae                                                           | Vichy | 11: Het ijzeren schild (7:12) |
| Aquarium                                         | Aquarium                                                                | Romeins kamp in de buurt van het dorp van Asterix. | 8: De Britten (11:7) |
| Arausio                                          | Arausio                                                                 | Orange | 13: De koperen ketel (28:1) |
| Arausio                                          | Arausio                                                                 | Orange | 21: Het geschenk van Caesar (8:4) |
| Arelate                                          | Arelate                                                                 | Nîmes | 13: De koperen ketel (28:1) |
|                                                  | Arelate                                                                 | Arles | 21: Het geschenk van Caesar (7:5) |
| Archeopterix                                     | Archéoptérix                                                            | Druïde, opleider van Panoramix en bewaker van alle kennis. | 36: De papyrus van Caesar (32:2) |
|                                                  | Gracchus Arquebus                                                       | Knecht in kuuroord | 11: Het ijzeren schild (33:11) |
| Debutantus                                       | Arrédebus                                                               | Romeinse soldaat | 9: De Noormannen (25:9) |
| Felix                                            | Arrierboutix                                                            | Galliër | 23: Obélix & Co (21:9) |
| Kakofonix (vanaf 2002, daarvoor Assurancetourix) | Assurancetourix                                                         | De bard van het dorp. In deel 1 mag hij nog zorgen voor de begeleiding van de feesten, al wordt zijn muziek niet erg gewaardeerd, maar vanaf deel 2 wordt hem steeds het zwijgen opgelegd. Vanaf deel 3 gebeurt dat op hardhandige wijze. Hij woont in een huis boven in een boom. Vanaf deel 2 wordt hij gekneveld tijdens het afsluitende feest. In deel 9 (als hij heeft meegewerkt aan de goede afloop) is hij welkom bij het feest. In deel 11 om onduidelijke reden ook. | De bard van het dorp. In deel 1 mag hij nog zorgen voor de begeleiding van de feesten, al wordt zijn muziek niet erg gewaardeerd, maar vanaf deel 2 wordt hem steeds het zwijgen opgelegd. Vanaf deel 3 gebeurt dat op hardhandige wijze. Hij woont in een huis boven in een boom. Vanaf deel 2 wordt hij gekneveld tijdens het afsluitende feest. In deel 9 (als hij heeft meegewerkt aan de goede afloop) is hij welkom bij het feest. In deel 11 om onduidelijke reden ook. |
| Asterix                                          | Astérix                                                                 | Hoofdpersoon. Hij is klein maar slim. Zijn achilleshiel is dat hij toverdrank nodig heeft om sterk te kunnen zijn, maar het gebeurt toch nog opmerkelijk vaak dat hij rake klappen uitdeelt zonder eerst een slokje te hebben genomen. | Hoofdpersoon. Hij is klein maar slim. Zijn achilleshiel is dat hij toverdrank nodig heeft om sterk te kunnen zijn, maar het gebeurt toch nog opmerkelijk vaak dat hij rake klappen uitdeelt zonder eerst een slokje te hebben genomen. |
| Augusta Raurica                                  | Augusta Raurica                                                         | Augst bij Bazel | 16: De Helvetiërs (26:1) |
|                                                  | Autodidax                                                               | Brit, slaaf van Claudius Quiquilfus | 18: De lauwerkrans van Caesar (19:3) |
| Petaf                                            | Autograf                                                                | Noorman | 9: De Noormannen (44:7) |
|                                                  | Avansen                                                                 | Viking | 22: De grote oversteek (11:9) |
| Aventicum                                        | Aventicum                                                               | Avenches | 16: De Helvetiërs (26:1) |
|                                                  | Aventurépix                                                             | Galliër | 9: De Noormannen (14:10) |
|                                                  | Avoranfix                                                               | Bendeleider en herbergier | 2: Het gouden snoeimes |
| Adfundum                                         | Babaorum (Baba au rhum, nagerecht)                                      | Romeins kamp in de buurt van het dorp van Asterix. | 1: Asterix de Galliër (35:6) |
| Adfundum                                         | Babaorum (Baba au rhum, nagerecht)                                      | Romeins kamp in de buurt van het dorp van Asterix. | 7: De strijd van de stamhoofden |
|                                                  | Bainpublix (openbaar bad)                                               | Wijn- en steenkoolhandelaar in Arverne, zwager van Alambix | 11: Het ijzeren schild (16:3) |
|                                                  | Ballondebaudrus                                                         | Centurio, pakt Marcus Perrus het schild af. Hij is vaak dronken | 11: Het ijzeren schild (37:5) |
|                                                  | Barométrix                                                              | Druïde. In het bos der Carnutes demonstreert hij soep in een pakje | 3: De Goten (11:9) |
| Rumpraline                                       | Barovomaltine                                                           | Sarmaatse houtbezorger | 39: De Griffioen (11:3) |
| Komvandatdakaf                                   | Batdaf                                                                  | Noorman | 9: De Noormannen (10:4, 14:4, 16:1) |
| Kortaf                                           | Bathyscaf                                                               | Noorman | 9: De Noormannen (29:2) |
| Unrix/Jansix                                     | Beaufix                                                                 | Galliër, verzetsleider in Lugdunum, die Asterix en Obelix helpt | 5: Ronde van Gallië (25:3) |
| Unrix/Jansix                                     | Beaufix                                                                 | Galliër, verzetsleider in Lugdunum, die Asterix en Obelix helpt | 20: Op Corsica (9:5) |
| Begonia                                          | Bégonia                                                                 | Vrouw die door de gouverneur van Hispalis bij de spelen is uitgenodigd | 14: In Hispania (45:1) |
| Belgarum                                         | Belgarum                                                                | Winchester | 8: De Britten (6:1) |
|                                                  | Belinconnus                                                             | Romeins instructeur | 10: Asterix als legioensoldaat (22:9) |
|                                                  | Bellegaf                                                                | Noorman | 9: De Noormannen (14:4) |
| Berlix                                           | Berlix (Berlitz, Amerikaans taalinstituut)                              | Schoolmeester in het dorp van Aplusbégalix | 7: De strijd van de stamhoofden (15:3) |
| Zoïssetus                                        | Biscornus                                                               | Centurio van Babaorum | 23: Obélix & Co (5:5) |
| Gambix                                           | Blinix                                                                  | puberzoon van Kostunrix | 38:De Dochter van de Veldheer (10:6b) |
| Claudius Balorius                                | Claudius Blocus                                                         | Gezant van Caesar | 19: De ziener (44:7) |
| Botanickx                                        | Boetanix                                                                | Belg | 24: De Belgen (34:1) |
| Bellefleur                                       | Bonemine (goed uiterlijk)                                               | Vrouw van Abraracourcix, in deel 7 nog naamloos | 7: De strijd van de stamhoofden (17:2) |
| Bellefleur                                       | Bonemine (goed uiterlijk)                                               | Vrouw van Abraracourcix, in deel 7 nog naamloos | 11: Het ijzeren schild (6:2) |
|                                                  | Caius Bonus                                                             | Centurio in Petibonum | 1: Asterix de Galliër |
| Bonus Promoplus                                  | Bonus Promoplus                                                         | adviseur van Caesar | 36: De papyrus van Caesar (5:2) |
|                                                  | Borvo                                                                   | La Bourboule | 11: Het ijzeren schild (19:5, 31:9) |
| Boelimia                                         | Boufiltre                                                               | Assistente van Amnésix | 7: De strijd van de stamhoofden (30:3) |
| Agraricus                                        | Claudius Bouilleurdecrus                                                | Oud-soldaat die weer dienst neemt | 21: Het geschenk van Caesar |
|                                                  | Boulimix                                                                | Galliër | 9: De Noormannen (14:10) |
| Boxoffix                                         |                                                                         | Gallisch acteur | 40: De witte iris (43:4) |
| Modulus                                          | Brisemenus                                                              | Romeins legionair | 39: De Griffioen (28:6) |
| Ignoramus                                        | Briseradius                                                             | Trainer van gladiators | 4: Asterix als gladiator (30:8) |
| Brutus                                           | Brutus                                                                  | Historisch | 4: Asterix als gladiator (38:4) |
| Brutus                                           | Brutus                                                                  | Historisch | 15: De intrigant (6:1) |
| Brutus                                           | Brutus                                                                  | Historisch | 23: Obélix & Co (41:7) |
| Burdigala                                        | Burdigala                                                               | Bordeaux | 5: De ronde van Gallië (41:1) |
|                                                  | Caféolix                                                                | Herbergier in Massilia | 20: Op Corsica (17:5) |
| Caledonia                                        | Caledonia                                                               | Schotland | 8: De Britten (6:1, 9:8) |
|                                                  | Calentes Baiae                                                          | Chaudes-aigues | 11: Het ijzeren schild (19:5) |
|                                                  | Calvados                                                                | Bankier in Athene | 12: De Olympische Spelen (22:7) |
| Cambrai                                          | Camaracum                                                               | Cambrai, Kamerijk | 5: De ronde van Gallië (15:4) |
| Camulodunum                                      | Camulodunum                                                             | Colchester | 8: De Britten (6:1) |
| Cantium                                          | Cantium                                                                 | Kent | 8: De Britten (6:9) |
| Vooraf                                           | Caraf                                                                   | Noorman | 9: De Noormannen (29:1) |
|                                                  | Carferrix                                                               | Corsicaan | 20: Op Corsica (25:4) |
|                                                  | Carnutes                                                                | Gallische volksstam, waar de druïdes hun bijeenkomsten houden. Hun gebied speelt een belangrijke rol in deel 3 | 2: Het gouden snoeimes (6:6) |
| 3: De Goten                                      | Carnutes                                                                | Gallische volksstam, waar de druïdes hun bijeenkomsten houden. Hun gebied speelt een belangrijke rol in deel 3 | |
| 19: De ziener (5:2, 29:4)                        | Carnutes                                                                | Gallische volksstam, waar de druïdes hun bijeenkomsten houden. Hun gebied speelt een belangrijke rol in deel 3 | |
| 36: De Papyrus van Caesar (25:1)                 | Carnutes                                                                | Gallische volksstam, waar de druïdes hun bijeenkomsten houden. Hun gebied speelt een belangrijke rol in deel 3 | |
|                                                  | Casseurdebric                                                           | Goot, die ook wel leider wil worden. | 3: De Goten (45:9) |
| Cassivellaunos                                   | Cassivellaunos                                                          | Britse leider | 8: De Britten (6:3) |
| Elastix                                          | Catédralgotix                                                           | Leerling van Berlix | 7: De strijd van de stamhoofden (15:7) |
|                                                  | Cauca                                                                   | Coca | 14: In Hispania (39:3) |
|                                                  | Cédupeuojus                                                             | Ervaren soldaat die voor een wijntje wel wat hulp wil bieden | 10: Asterix als legioensoldaat (38:5) |
| Kankalopdine                                     | Cékankondine                                                            | Sarmaatse Sjamaan, vriend van Panoramix | 39: De Griffioen (8:2) |
| Ajaccus                                          | Celastus                                                                | Romeinse veteraan | 39: De Griffioen (21:3) |
|                                                  | Cénotaf                                                                 | Noorman | 9: De Noormannen (14:4) |
|                                                  | Cepaderefus                                                             | Herbergier in Rome | 18: De lauwerkrans van Caesar (12:9) |
| Hoefnix                                          | Cetautomatix                                                            | Smid. Hij komt reeds in deel 1 en 5 even voor (met naam), maar pas in deel 9 wordt hij herkenbaar en in deel.. krijgt hij vaste vorm. Hij is degene die er op hardhandige wijze ervoor zorgt dat Assurancetourix zijn mond houdt en die vanaf deel 20: (Op Corsica) ruzie maakt met Kostunrix/Ordralfabétix over de kwaliteit van de vis. | 1: Asterix de Galliër (15:5) |
| Hoefnix                                          | Cetautomatix                                                            | Smid. Hij komt reeds in deel 1 en 5 even voor (met naam), maar pas in deel 9 wordt hij herkenbaar en in deel.. krijgt hij vaste vorm. Hij is degene die er op hardhandige wijze ervoor zorgt dat Assurancetourix zijn mond houdt en die vanaf deel 20: (Op Corsica) ruzie maakt met Kostunrix/Ordralfabétix over de kwaliteit van de vis. | 5: De ronde van Gallië (7:2) |
| Hoefnix                                          | Cetautomatix                                                            | Smid. Hij komt reeds in deel 1 en 5 even voor (met naam), maar pas in deel 9 wordt hij herkenbaar en in deel.. krijgt hij vaste vorm. Hij is degene die er op hardhandige wijze ervoor zorgt dat Assurancetourix zijn mond houdt en die vanaf deel 20: (Op Corsica) ruzie maakt met Kostunrix/Ordralfabétix over de kwaliteit van de vis. | 9: De Noormannen(7:1) |
| Hoefnix                                          | Vrouw van Cetautomatix                                                  | | 15 De intrigant (19:1) |
|                                                  | Cetyounix                                                               | Galliër | 1: Asterix de Galliër (19:6) |
|                                                  | Changélédix                                                             | Scheepskapitein | 5: Ronde van Gallië (43:3) |
| 20: Op Corsica (9:5)                             | Changélédix                                                             | Scheepskapitein | |
|                                                  | Chaussetrus                                                             | Soldaat, doet mee aan de Olympische Spelen | 12: De Olympische Spelen (30:4) |
| Tonnic                                           | Chimeric                                                                | Gotische vrijwilliger | 10: Asterix als legioensoldaat (17:11) |
|                                                  | Chipolata                                                               | Zus van Carferrix | 20: Op Corsica (30:2) |
| Hebbus                                           | Chorus                                                                  | Romeinse centurio | 6: Cleopatra (43:4) |
| Slamix                                           | Choucroutgarnix                                                         | Galliër uit de Elzas | 23: Obélix & Co (21:9) |
| Pygmix                                           | Cicatrix                                                                | Druïde. In het bos der Carnutes demonstreert hij een tovermiddel waarmee hij bloemen laat groeien | 3: De Goten (11:1) |
|                                                  | Cinematograf                                                            | Noorman | 9: De Noormannen (25:6) |
| Cleopatra                                        | Cléopâtre                                                               | Historisch. Koningin van Egypte en minnares van Caesar. | 6: Cleopatra |
| Clorisic                                         | Cloridric                                                               | Gotische tolk. Omdat Téléféric hem met de dood bedreigt, vertaalt hij Panoramix verkeerd. Als hij de toverdrank van Panoramix krijgt, pleegt hij een staatsgreep. | 3: De Goten (26:5) |
| Xtradoses van Collageen                          | Collageen Trodexes                                                      | Griekse ontdekkingsreizier | 39: De Griffioen (44:3) |
|                                                  | Complètemenpaf                                                          | Noorman | 9: De Noormannen (14:4) |
|                                                  | Condate                                                                 | Rennes | |
| Corduba                                          | Corduba                                                                 | Córdoba | 14: In Hispania (39:6) |
|                                                  | Coriza (Zaza)                                                           | Dochter van Orthopédix | 21: Het geschenk van Caesar |
|                                                  | Claudius Cornedurus                                                     | Soldaat en atleet | 12: De Olympische Spelen (5:3) |
|                                                  | Cornelia                                                                | Secretaresse van Lucius Coquelus | 11: Het ijzeren schild (29:5) |
| Wattuntric                                       | Coudetric                                                               | Leider van Gotische soldaten die Panoramix ontvoeren | 3: De Goten (6:10) |
| Tennis                                           | Courdeténis                                                             | Egyptische vrijwilliger | 10: Asterix als legioensoldaat (17:11) |
|                                                  | Marcus Cubitus                                                          | Romeinse soldaat die door zijn collega's voor Goot wordt aangezien | 3: De Goten (18:4, 21:6) |
| Rechtsaf                                         | Dactilograf                                                             | Noorman | 9: De Noormannen (39:8) |
| Maniax                                           | Danlax                                                                  | Herbergier in Brittania | 8: De Britten (23:6) |
| Dodemus                                          | Dansonjus                                                               | Romeinse centurio | 39: De Griffioen (9:5) |
|                                                  | Deprus                                                                  | Soldaat | 12: De Olympische Spelen (5:3) |
|                                                  | Désidérata                                                              | Vrouw van Minéralogix, zus van Tropolix | 20: Op Corsica (43:5) |
| Catastrofus                                      | Tullius Détritus                                                        | Tweedrachtzaaier | 15: De intrigant |
|                                                  | Diagnostix                                                              | Druïde in Aquae Calidae | 11: Het ijzeren schild (8:1, 10:3) |
| Diplodocus                                       | Caius Diplodocus                                                        | Gouverneur in Genava | 16: De Helvetiërs (19:2) |
| Totalisatorifix                                  | Distributiondéprix (prijsuitreiking)                                    | Man die speeladviezen geeft | 13: De koperen ketel (34:2) |
|                                                  | Dithyrambix                                                             | Zwager van Orthopédix, woont in Lutetia | 21: Het geschenk van Caesar (14:7) |
| Divodurum                                        | Divodorum (Door Obélix verstaan als: Tu veut du rhum?, Wil je rum?)     | Metz | 5: De ronde van Gallië (21:8) |
| Doicrochus                                       | Doicrochus                                                              | Romein, decadente tribuun | 23: Obélix & Co (13:3) |
| Polemix                                          | Doublepolémix                                                           | nieuwtjesjager en correspondent van de Lutettieër | 36: De papyrus van Caesar (11:2) |
| Dubris                                           | Dubrae                                                                  | Dover | 8: De Britten (6:1, 11:7) |
|                                                  | Duplicatha                                                              | Numidiër, leider der slaven | 17: De Romeinse lusthof (19:8) |
| Durocortorum                                     | Durocortorum                                                            | Reims | 5: De Ronde van Gallië (17:8) |
| Durovernum                                       | Durovernum                                                              | Canterbury | 8: De Britten (6:1) |
|                                                  | Electric                                                                | Goot die ook wel leider wil worden. Dan is hij Général Electric | 3: De Goten (43:2) |
|                                                  | Éléonoradus                                                             | Toneelregisseur | 13: De koperen ketel (28:2) |
| Goedschix                                        | Elèvedelix                                                              | Galliër | 9: De Noormannen (32:5) |
|                                                  | Encorilfalluquejelesus                                                  | Prefect in Lugdunum | 5: De Ronde van Gallië (24:9) |
|                                                  | Tibérius Entreméfrancorus                                               | Secretaris van Caesar | 18: De Lauwerkrans van Caesar (27:7) |
| Tevlugaf                                         | Épaf                                                                    | Noorman | 9: De Noormannen (21:2) |
| Verramsj (latere vertalingen)                    | Epidemais                                                               | Phoenicische handelaar. Als er piraten komen, maakt hij zich meer zorgen over de koopwaar dan over zijn leven. | 4: Asterix als gladiator (14:4) |
|                                                  | Épitaf                                                                  | Noorman | 9: De Noormannen (14:4) |
|                                                  | Éponine                                                                 | Vrouw van César Labeldecadix | 5: De ronde van Gallië (31:6) |
|                                                  | Errata                                                                  | Vrouw van Sinfonix | 20: Op Corsica (43:8) |
| Appius Eucaliptus                                | Caius Eucaliptus                                                        | Belastingontvanger | 16: De Helvetiërs (8:1) |
| Tortelus                                         | Faimoiducuscus                                                          | Romein op huwelijksreis | 5: De ronde van Gallië (12:2) |
| Claudius Bombastus                               | Caius Faipalgugus                                                       | Centurio van Petibonum | 19: De ziener (22:1) |
|                                                  | Faitexcus                                                               | Romeinse soldaat. Hij eet kruiden van Septantesix waardoor hij als een ezel gaat balken. Volgens zijn decurio maakt dat niet zo veel verschil. | 3: De Goten (8,4) |
| Nepnius                                          | Fakenius                                                                | Romeins legionair | 39: De Griffioen (23:4) |
| Walhalla                                         | Falbala                                                                 | Gallisch meisje, verloofde van Tragicomix | 10: Asterix als legioensoldaat |
| Tullius Lusuncus                                 | Tullius Fanfrelus                                                       | Gezant van Caesar. De Arverners spreken zijn naam uit als Fanfreluche, en dat is de naam van Schanulleke in het Frans. | 11: Het ijzeren schild (14:1) |
| Minitax                                          | Faupayéletax (Belasting moet betaald worden)                            | Britse vrijwilliger | 10: Asterix als legioensoldaat (17:11) |
|                                                  | Fécarabos                                                               | Herbergier in Athene | 12: De Olympische Spelen (26:7) |
|                                                  | Fercorus                                                                | Centurio van Babaorum | 14: In Hispania (12:8) |
|                                                  | Figatellix                                                              | Leider van een Corsicaanse clan | 20: Op Corsica (26:5) |
| Colatic                                          | Figuralégoric                                                           | Gotische vrijwilliger. Hij wordt afgekeurd. | 10: Asterix als legioensoldaat (17:11) |
|                                                  | Flavia                                                                  | Romeinse vrouw op huwelijksreis | 5: De ronde van Gallië (12:2) |
| Altsax                                           | Furax                                                                   | Herbergier in Brittania | 8: De Britten (23:1) |
| Galanterrine                                     | Galantine                                                               | Vrouw van Homéopatix | 18: De lauwerkrans van Caesar (8:2) |
| Galanterrine                                     | Galantine                                                               | Vrouw van Homéopatix | 40: De witte iris (34:1) |
| Exloverus                                        | Garedefréjus (belangrijk grensstation tussen Frankrijk en Italië)       | Slaaf, huisintendant van Claudius Quiquilfus | 18: De lauwerkrans van Caesar |
|                                                  | Garmonparnas (Gare Montparnasse, station in Parijs)                     | Leider van Olympische Spelen | 12: De Olympische Spelen (33:2) |
| Grenadine                                        | Garozépine                                                              | Sarmaatse kaasmaker | 39: De Griffioen (11:3) |
| Gasturbine                                       | Gasturbine                                                              | Dorpsoudste Sarmaatse dorp | 39: De Griffioen (11:3) |
| Gaius Delirius                                   | Gracchus Garovirus                                                      | Gouverneur in Condatum | 16: De Helvetiërs (7:1) |
|                                                  | Gatessos                                                                | Slaaf van Caesar | 18: De lauwerkrans van Caesar (12:5) |
| Naturalix                                        | Gasdechix                                                               | druïde, klasgenoot van Panoramix en bewaker van het Carnutenwoud | 36: De papyrus van Caesar (25:4) |
|                                                  | Gazpachoandalus (Spaans gerecht)                                        | Centurio van Babaorum | 20: Op Corsica (7:1) |
|                                                  | Genava                                                                  | Genève | 16: De Helvetiërs (17:6) |
|                                                  | Gésocribate                                                             | Le conquet | 5: De ronde van Gallië (43:3) |
| Ginfis                                           | Ginfis                                                                  | Egyptische spion van Caesar | 6: Cleopatra (35:8) |
| Glevum                                           | Glevum                                                                  | Gloucester | 8: De Britten (6:1) |
| Hippix                                           | Goudurix                                                                | Neef van Abraracourcix, woont in Lutetia | 9: De Noormannen |
|                                                  | Gudrun                                                                  | Vikingvrouw | 22: De grote oversteek (43:9) |
| Vandendomme / Geuzelambickx                      | Gueuselambix (Belgisch bier)                                            | Belg | 24: De Belgen (19:5) |
|                                                  | Habeascorpus                                                            | Bendeleider | 18: De lauwerkrans van Caesar (41:6) |
|                                                  | Hallgerd                                                                | Vikingvrouw | 22: De grote oversteek (43:9) |
| Mentrix                                          | Harenbaltix                                                             | Galliër | 23: Obélix & Co (21:9) |
| Helmantica                                       | Helmantica                                                              | Salamanca | 14: In Hispania (39:5) |
|                                                  | Hérettix                                                                | Leider van een Corsicaanse clan | 20: Op Corsica (36:5) |
|                                                  | Hertrud                                                                 | Vikingvrouw | 22: De grote oversteek (43:9) |
| Hibernië                                         | Hibernia                                                                | Ierland | 8: De Britten (6:1) |
| Hispalis                                         | Hispalis                                                                | Sevilla | 14: In Hispania (21:8) |
|                                                  | Hitérix                                                                 | Gotische soldaat onder bevel van Coudetric | 3: De Goten (6,10) |
|                                                  | Homéopatix                                                              | Broer van Bellefleur/Bonemine, woont in Lutetia | 18: De lauwerkrans van Caesar (8:2) |
|                                                  | Hotelterminus (hotel bij eindstation)                                   | Centurio | 10: Asterix als legioensoldaat (18:1) |
|                                                  | Claudius Hypoténus                                                      | Knecht in kuuroord | 11: Het ijzeren schild (33:10) |
| Lacchus                                          | Ibernatus                                                               | Romeins legionair | 39: De Griffioen (26:4) |
|                                                  | Idéfix                                                                  | Loopt in deel 5 vanaf Lutetia met Asterix en Obelix mee, maar krijgt pas in deel 6 een echte rol. | 5: De Ronde van Gallië (13:6) |
| Forentientje                                     | Ielosubmarine (Yellow submarine, lied van The Beatles)                  | Vrouw van Kostunrix/Ordralfabétix | 14: In Hispania (20:8) |
|                                                  | Incongrus                                                               | Romein die een menhir heeft gekocht | 23: Obélix & Co (37:5) |
| Diederix                                         | Industrichimix                                                          | Kind dat zijn moeder kwijt is | 7: De strijd van de stamhoofden (38:6) |
| Gaius Infarctus                                  | Caius Infarctus                                                         | Romein die meedoet aan de orgies in Genava | 16: De Helvetiërs (19:6) |
| Informatix                                       | Informatix                                                              | Druïde | 19: De ziener (29:5) |
| Ipipoerax                                        | Ipipourax                                                               | Speler uit het team van Camulodunum | 8: De Britten |
| Kalorinix                                        | Ipocalorix                                                              | Arvernisch stamhoofd, opvoeder en beschermer van Adrenaline | 38:De Dochter van de Veldheer (1:1a) |
| Caius Slampampus                                 | Caius Joligibus                                                         | Lijntrekkende soldaat | 11: Het ijzeren schild (21:5) |
| Primaplus                                        | Jolicursus                                                              | Romeinse venator | 39: De Griffioen (9:5) |
| Notax                                            | Jolitorax                                                               | Brit in dorp in Cantium, neef van Asterix | 8: De Britten |
| Notax                                            | Jolitorax                                                               | Brit in dorp in Cantium, neef van Asterix | 20: Op Corsica (9:4) |
|                                                  | Juba I                                                                  | Koning van Numibië, tegenstander van Caesar | 10: Asterix als legioensoldaat (37:1) |
| Magnuscampus                                     | Juleraimus                                                              | Acteur | 13: De koperen ketel (29:6) |
| Julius Caesar                                    | Jules César                                                             | Historisch. Romeinse generaal en de grote tegenstander van Asterix. Asterix beschouwt hem als een boerenkinkel en begroet hem met “Ha die Julius!” | Historisch. Romeinse generaal en de grote tegenstander van Asterix. Asterix beschouwt hem als een boerenkinkel en begroet hem met “Ha die Julius!” |
|                                                  | Julius Humérus                                                          | Romeinse soldaat die door zijn collega's voor Goot wordt aangezien | 3: De Goten (18:4 en 21:6) |
|                                                  | Julius Pompilius                                                        | Decurio in Petibonum | 1: Asterix de Galliër (6:1) |
| Kalasjnikovna                                    | Kalachnikovna                                                           | Sarmaatse Amazone, nicht van Kankalopdine, gevangene van de Romeinen | 39: De Griffioen (6:3) |
| Clandestine                                      | Kastachopine                                                            | Sarmaatse distilleerder | 39: De Griffioen (11:3) |
| Christøffelsen                                   | Kerosen                                                                 | Viking | 22: De grote oversteek (5:3) |
| Nognix                                           | Keskonrix                                                               | Jongetje dat ziet dat Assurancetourix ontvoerd wordt | 4: Asterix als gladiator (8:1, 8:7) |
| Klorokine                                        | Klorokine                                                               | Sarmaatse gastheer waar de Galliërs logeren | 39: De Griffioen (19:5) |
| Terpoetine                                       | Kolonarine                                                              | Sarmaatse timmerman | 39: De Griffioen (12:4) |
|                                                  | Krakatovna                                                              | Sarmaatse Amazone, vrijgezelle | 39: De Griffioen (11:3) |
| Caesar Alkolix                                   | César Labeldecadix                                                      | Vriendelijke herbergier in Massilia | 5: Ronde van Gallië (31:4) |
| Caesar Alkolix                                   | César Labeldecadix                                                      | Vriendelijke herbergier in Massilia | 20: Op Corsica (9:5) |
| Jose Ay y Ole                                    | Lachélechampignon y Causon                                              | Wagenverhuurder | 14: In Hispania (34:4) |
|                                                  | Caius Laius                                                             | Knecht in kuuroord | 11: Het ijzeren schild (33:9) |
| Angelus                                          | Langélus                                                                | Centurio van Babaorum. Hij praat nooit, hij schreeuwt alleen | 7: De strijd van de stamhoofden |
| Laudanum                                         | Laudanum                                                                | Romeins kamp in de buurt van het dorp van Asterix. | 13: De koperen ketel (14:9) |
|                                                  | Lentix                                                                  | Bendeleider | 2: Het gouden snoeimes |
| Pacifix                                          | Letitbix                                                                | zeeman, handelaar in bollen en bloemen | 38:De Dochter van de Veldheer (30:26b) |
| Dubbeldix                                        | Linguistix                                                              | Galliër | 23: Obélix & Co (21:9) |
|                                                  | Liric                                                                   | Goot die ook wel leider wil worden | 3: De Goten (45:3) |
|                                                  | Lobotovna                                                               | Jonge Sarmaatse Amazone | 39: De Griffioen (18:6) |
| Londinium                                        | Londinium                                                               | Londen | 8: De Britten (6:1) |
| Lucius Sorus                                     | Lucius Coquelus                                                         | Soldaat, maakt zich meester van het schild, later directeur van een wielenfabriek | 11: Het ijzeren schild (26:10) |
| Lucius Otobus                                    | Lucius Fleurdelotus (Lotusbloem)                                        | Inspecteur en prefect van Gallië | 5: De ronde van Gallië (5:3) |
| Lugdunum                                         | Lugdunum                                                                | Lyon | 5: Ronde van Gallië (23:9) |
| Lugdunum                                         | Lugdunum                                                                | Lyon | 23: Obélix & Co (25:3) |
|                                                  | Lusitania                                                               | Portugal | 17: De Romeinse lusthof (10:10) |
| Lutetia                                          | Lutèce                                                                  | Parijs | |
| Mac Celtix                                       | Mac Anotérapix                                                          | Caledoniër in dorp in Cantium | 8: De Britten (7:2, 44:9) |
| Mac Celtix                                       | Mac Anotérapix                                                          | Caledoniër in dorp in Cantium | 20: Op Corsica (9:4) |
| Macrobiotix                                      |                                                                         | Herbergier van 'Het Hemelse Gerecht' in Lutetia | 40: De witte iris (40:3) |
| Krieckx                                          | Madamboevarix                                                           | Belg | 24: De Belgen (19:6) |
| Larickx                                          | Maelenkolix                                                             | Belg | 24: De Belgen (19:6) |
| Philippus                                        | Malentendus (verkeerd begrepen)                                         | Romeinse fabrikant van menhirs | 23: Obélix & Co (39:1) |
| Claudius Centus                                  | Claudius Malosinus                                                      | Belastinginspecteur | 16: De Helvetiërs |
|                                                  | Malsen                                                                  | Viking | 22: De grote oversteek (34:6) |
| Mamucium                                         | Mamucium                                                                | Manchester | 8: De Britten (6:1) |
| Mamanovna                                        | Maminovna                                                               | Sarmaatse Amazone, vrouw van Kankalopdine | 39: De Griffioen (12:4) |
|                                                  | Caius Marchéopus (vlooienmarkt)                                         | Schildwacht in Petibonum | 1: Asterix de Galliër (28:7) |
|                                                  | Massilia                                                                | Marseille | 5: De ronde van Gallië (30:6) |
| Bekaf                                            | Mataf                                                                   | Noorman | 9: De Noormannen (14:4, 47:2) |
| Mediolanum                                       | Mediolanum                                                              | Milaan | 9: De Noormannen (6:5) |
| Hocusfocus                                       | Mercidetvenus                                                           | Romeins legionair | 39: De Griffioen (26:4) |
|                                                  | Claudius Metrobus                                                       | Gids voor toeristen in Lutetia | 2: Het gouden snoeimes (28:4) |
|                                                  | Milexcus                                                                | Soldaat met panne. Asterix en Obelix helpen hem (zogenaamd) iets verder | 5: De Ronde van Gallië (17:1) |
|                                                  | Minéralogix                                                             | Leider van een Corsicaanse clan | 20: Op Corsica (36:5) |
|                                                  | Caligula Minus                                                          | Romeinse soldaat die in het Gallische dorpje moet spioneren | 1: Asterix de Galliër (9:8) |
| Aapnootmis                                       | Misenplis                                                               | Secretaris van Numérobis | 6: Cleopatra |
|                                                  | Mixomatos (konijnenziekte)                                              | Gids in Athene | 12: De Olympische Spelen (22:5) |
| Fantastix                                        | Monosyllabix                                                            | Galliër | 23: Obélix & Co (20:10) |
| Fantastix                                        | Monosyllabix                                                            | Galliër | 24: De Belgen (10:1) |
| Monolitix                                        | Monolitix                                                               | Arvernisch stamhoofd, opvoeder en beschermer van Adrenaline | 38:De Dochter van de Veldheer (1:1a) |
|                                                  | Montladsus                                                              | Soldaat die doet alsof hij Savancosinus neerslaat | 15: De Intrigant (27:7) |
| Moraalelastix/Konkelefoezix                      | Moralélastix                                                            | Leider van een Gallisch dorp | 13: De koperen ketel |
|                                                  | Tullius Mordicus                                                        | Centurio van Aquarium | 12: De Olympische Spelen (5:6) |
| Vlamix                                           | Moulefix                                                                | Belgische vrijwilliger | 10: Het eerste legioen (17:11) |
|                                                  | Munda                                                                   | Montilla | 14: In Hispania (5:2) |
|                                                  | Namaspamus                                                              | Officier die Claudius Nonpossumus arresteert | 14: In Hispania (42:7) |
| Horushiris                                       | Napadélis                                                               | Schip van Numérobis | 6: Cleopatra (8:10) |
| Nautilus                                         |                                                                         | Romeins legionair | 39: De Griffioen (29:2) |
|                                                  | Nemausus                                                                | Nîmes | 21: Het geschenk van Caesar (7:4) |
|                                                  | Nemessos                                                                | Clermont-Ferrand | 11: Het ijzeren schild (19:5, 28:1) |
| Gracchus Grutjus                                 | Gracchus Nenjetepus                                                     | Centurio van Petibonum | 4: Asterix als gladiator (5:1) |
| Gracchus Grutjus                                 | Gracchus Nenjetepus                                                     | Centurio van Petibonum | 5: De Ronde van Gallië (5:2) |
|                                                  | Nenpeuplus                                                              | Centurio van een kamp bij de Gotische grens | 3: De Goten (16:2) |
|                                                  | Neriomagus                                                              | Neris | 11: Het ijzeren schild (19:5) |
|                                                  | Neullisursen                                                            | Viking | 22: De grote oversteek (34:6) |
|                                                  | Nicae                                                                   | Nice | 5: De Ronde van Gallië (28:1) |
| Nicotineke                                       | Nicotine                                                                | Vrouw van Gueuselambix | 24: De Belgen (21:1) |
|                                                  | Claudius Nonpossumus                                                    | Decurio die Pepe naar Babaorum moet brengen. Schuilnaam: Dansonsurlepon y Davignon. | 14: In Hispania (9:3) |
| Tekenis                                          | Numérobis                                                               | Egyptische architect | 6: Cleopatra |
| O'Slempix                                        | O'Torinolaringologix                                                    | Welshman in dorp in Cantium | 8: De Britten (7:2, 44:9) |
| O'Slempix                                        | O'Torinolaringologix                                                    | Welshman in dorp in Cantium | 20: Op Corsica (9:4) |
| Obelix                                           | Obélix                                                                  | Grote vriend van Asterix. Hij is altijd sterk doordat hij als kind in de toverdrank is gevallen. Hij is echter niet altijd even slim. Hij is dol op everzwijnen en op vechten met de Romeinen. Vanaf deel 4 (Gladiator) verzamelt hij de helmen van de Romeinen | Grote vriend van Asterix. Hij is altijd sterk doordat hij als kind in de toverdrank is gevallen. Hij is echter niet altijd even slim. Hij is dol op everzwijnen en op vechten met de Romeinen. Vanaf deel 4 (Gladiator) verzamelt hij de helmen van de Romeinen |
| Jånsen                                           | Obsen                                                                   | Vikingleider | 22: De grote oversteek (41:6) |
| Caius Paffus                                     | Caius Obtus                                                             | Lanista. Hij heeft de leiding bij de organisatie van de spelen. Asterix neemt hem op de terugweg mee naar Gallië om de galei te roeien. Hij wordt ook nog in deel 5 genoemd. | 4: Asterix als gladiator |
| Ozewiezewozewieze-wallakristallix                | Ocatarinetabellatchitchix (Tchi tchi, lied van de Corsicaan Tino Rossi) | Corsicaanse stamleider | 20: Op Corsica |
| Nononsensix                                      | Océanix                                                                 | Broer van Abraracourcix, woont in Lutetia | 9: De Noormannen (5:4) |
| Octodurum                                        | Octodurum                                                               | Martigny | 16: De Helvetiërs (26:1) |
|                                                  | Tullius Octopus                                                         | Decurio in Petibonum | 1: Asterix de Galliër (23:8) |
|                                                  | Odalix                                                                  | Galliër die Asterix en Obelix wil verraden | 5: Ronde van Gallië (37:4) |
|                                                  | Okéibos                                                                 | Atleet uit Rhodos | 12: De Olympische Spelen (38:7, 40,4) |
| Olaf Liflaf                                      | Olaf Grossebaf                                                          | Leider der Noormannen | 9: De Noormannen |
| Debutantus                                       | Olibrius                                                                | Romeinse soldaat. Hij is voor het eerst op patrouille. | 9: De Noormannen (25:9) |
| Kostunrix                                        | Ordralfabétix (alfabetische volgorde)                                   | Visboer. In deel 19 heeft hij een rotte vis, en in deel 20 blijkt dat voor hem normaal te zijn. In deel 22 blijkt dat de vis vanuit Lutetia moet worden aangevoerd. | 14: In Hispania (5:1) |
| Appendix                                         | Orthopédix                                                              | Herbergier | 21: Het geschenk van Caesar |
|                                                  | Osterlix                                                                | Leider van een Corsicaanse clan | 20: Op Corsica (38:4) |
|                                                  | Oursenplus                                                              | Centurio van Aquarium | 17: Romeinse lusthof (9:4) |
| Cassius                                          | Pacotéalargus                                                           | Giechelende lijfwacht van Caesar, wordt door Ginfis neergeslagen | 6: Cleopatra (37:3) |
|                                                  | Paléontologix                                                           | Neef van Hérettix of Apattix of Plaindetix | 20: Op Corsica (43:6) |
|                                                  | Pamplemus (grapefruit)                                                  | Romeinse soldaat die de grens met het land van de Goten bewaakt | 3: De Goten (6:4) |
| Panoramix                                        | Panoramix                                                               | De wijze druïde van het dorp. Hij is de enige die nooit aan vechtpartijen meedoet, maar kan best lachen om een goede grap. Dankzij zijn toverdrank kunnen de Galliërs zich tegen de Romeinen verdedigen. In deel 1 drinken ze de toverdrank constant, daarna alleen bij noodzaak. | De wijze druïde van het dorp. Hij is de enige die nooit aan vechtpartijen meedoet, maar kan best lachen om een goede grap. Dankzij zijn toverdrank kunnen de Galliërs zich tegen de Romeinen verdedigen. In deel 1 drinken ze de toverdrank constant, daarna alleen bij noodzaak. |
|                                                  | Paraf                                                                   | Noorman | 9: De Noormannen (14:4) |
|                                                  | Pardessus                                                               | Romeinse soldaat die de grens met het land van de Goten bewaakt | 3: De Goten (6:4) |
|                                                  | Parterredecrocus                                                        | Centurio | 24: De Belgen (39:2) |
|                                                  | Pasdfric (geen smeris)                                                  | Gotische soldaat onder bevel van Coudetric | 3: De Goten (6,10) |
|                                                  | Passmoilcric (geef me de krik)                                          | Goot die ook wel leider wil worden. | 3: De Goten (44:9) |
|                                                  | Patologix                                                               | Corsicaanse druïde | 20: Op Corsica (24:5) |
| Pepe                                             | Pépé                                                                    | Zoontje van Paella y Peseta | 14: in Hispania |
| Pepe                                             | Pépé                                                                    | Zoontje van Paella y Peseta | 20: Op Corsica (9:2) |
|                                                  | Percaline                                                               | Receptioniste van Lucius Coquelus | 11: Het ijzeren schild (28:4) |
|                                                  | Perclus                                                                 | Adjudant van Langélus | 7: De strijd van de stamhoofden |
| Ecobonus                                         | Perdudvus                                                               | Romeins legionair | 39: De Griffioen (26:4) |
|                                                  | Périféric                                                               | Gotische soldaat onder bevel van Coudetric | 3: De Goten (6,10) |
| Visstix                                          | Périférix                                                               | Gallische visser die door de Vikings gevangen is genomen | 22: De grote oversteek (44:5) |
| Marcus Massagus                                  | Marcus Perrus                                                           | Soldaat, wint het schild van Lucius Coquelus, later herbergier | 11: Het ijzeren schild (31:7) |
|                                                  | Petibonum (Petit bonhomme, klein mannetje)                              | Romeins kamp in de buurt van het dorp van Asterix | 1: Asterix de Galliër (6:1) |
|                                                  | Petilarus (Petit Larousse, woordenboek)                                 | Romeinse soldaat | 5: De ronde van Gallië(17:5) |
| Whiplax                                          | Petissax                                                                | Herbergier in Brittania | 8: De Britten (23:5) |
| Biotix                                           | Petisuix (Petite Suisse, klein Zwitserland)                             | Herbergier | 16: Helvetiërs (25:5) |
| Biotix                                           | Petisuix (Petite Suisse, klein Zwitserland)                             | Herbergier | 20: Op Corsica (9:1) |
| Frederix                                         | Petitélégrafix                                                          | Galliër | 23 Obélix & Co (20:10) |
| Frederix                                         | Petitélégrafix                                                          | Galliër | 24: De Belgen (10:1) |
| Victoria                                         | Petula                                                                  | Britse vrouw | 8: De Britten (33:4) |
| Pineutos                                         |                                                                         | Griekse slaaf van Homeopatix | 40: De witte iris (39:2) |
| Erix                                             | Piraten: Erix                                                           | Zoon van de kapitein. Een jongen met wit haar en vlechtjes. De enige piraat die een naam heeft. | 5: Ronde van Gallië (44:3) |
| Erix                                             | Piraten: Erix                                                           | Zoon van de kapitein. Een jongen met wit haar en vlechtjes. De enige piraat die een naam heeft. | 6: Cleopatra (9:8) |
| Roodbaard                                        | Piraten: kapitein Barbe-Rouge                                           | | 4: Asterix als gladiator (15:3) |
| Roodbaard                                        | Piraten: kapitein Barbe-Rouge                                           | 5: Ronde van Gallië (44:3) | |
| Roodbaard                                        | Piraten: kapitein Barbe-Rouge                                           | 6: Cleopatra (9:8, 47:8) | |
| Driepoot (vanaf 2002, daarvoor Triplix)          | Piraten: latinist                                                       | Heeft een houten kruk en spreekt vrijwel alleen Latijnse gevleugelde woorden | 4: Asterix als gladiator (15:3) |
| Driepoot (vanaf 2002, daarvoor Triplix)          | Piraten: latinist                                                       | Heeft een houten kruk en spreekt vrijwel alleen Latijnse gevleugelde woorden | 5: Ronde van Gallië (44:3) |
| Driepoot (vanaf 2002, daarvoor Triplix)          | Piraten: latinist                                                       | Heeft een houten kruk en spreekt vrijwel alleen Latijnse gevleugelde woorden | 6: Cleopatra (9:8,47:8) |
| Baba                                             | Piraten: uitkijker                                                      | Nubiër die meestal in de mast op de uitkijk staat. Kan de R niet uitspreken. In deel 4, 5 en 6 wordt alleen zijn stem gehoord, pas in deel 8 komt hij in beeld | 4: Asterix als gladiator (15:3) |
| Baba                                             | Piraten: uitkijker                                                      | Nubiër die meestal in de mast op de uitkijk staat. Kan de R niet uitspreken. In deel 4, 5 en 6 wordt alleen zijn stem gehoord, pas in deel 8 komt hij in beeld | 5: Ronde van Gallië (44:3) |
| Baba                                             | Piraten: uitkijker                                                      | Nubiër die meestal in de mast op de uitkijk staat. Kan de R niet uitspreken. In deel 4, 5 en 6 wordt alleen zijn stem gehoord, pas in deel 8 komt hij in beeld | 8: De Britten (5:7) |
| Plaf                                             | Plaf                                                                    | Noorman | 9: De Noormannen (21:4) |
|                                                  | Plaindetix                                                              | Leider van een Corsicaanse clan | 20: Op Corsica (36:5) |
| Zwezerix                                         | Plaintcontrix                                                           | Herbergier in Rome | 4: Asterix als gladiator (19:4) |
| Zwezerix                                         | Plaintcontrix                                                           | Herbergier in Rome | 20: Op Corsica (9:3) |
|                                                  | Plantaquatix                                                            | Vader van Walhalla/Falbala | 10: Asterix als legioensoldaat (7:9) |
|                                                  | Plazadetoros                                                            | Griekse vrijwilliger | 10: Asterix als legioensoldaat (17:11) |
|                                                  | Gracchus Pleindastus                                                    | Gemakzuchtige prefect van Lutetia die uit verveling leider werd van de bende die Amérix gevangen heeft genomen. Hij reageert ongeïnteresseerd als hij hoort dat de dood in de arena hem wacht. | 2: Het gouden snoeimes |
|                                                  | Plexiglas                                                               | Herbergier in Athene | 12: De Olympische Spelen (23:3) |
|                                                  | Plexus                                                                  | Struikrover | 5: De ronde van Gallië (39:9) |
| Clereclus                                        | Plutoqueprévus (eerder dan voorzien)                                    | Decurio die als spion naar het Gallische dorp wordt gestuurd, waarbij een uil hem voor een boom aanziet. | 7: De strijd van de stamhoofden (21:1) |
| Petetix                                          | Pneumatix                                                               | Postbode | 9: De Noormannen (5:1) |
| Petetix                                          | Pneumatix                                                               | Postbode | 10: Asterix als legioensoldaat (12:2) |
|                                                  | Pompaelo                                                                | Pamplona | 14: In Hispania (30:7) |
|                                                  | Porc-épix (stekelvarken)                                                | Slager op de markt in Contadum | 13: De koperen ketel (19:5) |
|                                                  | Porquépix (stekelvarken)                                                | Galliër | 9: De Noormannen (14:10) |
|                                                  | Porquépix (stekelvarken)                                                | Wijn en steenkoolhandelaar in Arverne | 11: Het ijzeren schild (16:3) |
| Portus Itius                                     | Portus Itius                                                            | Boulogne | 8: De Britten (6:1) |
| Poedrix                                          | Préfix                                                                  | Druïde. In het bos der Carnutes demonstreert hij een tovermiddel waarmee hij het kan laten regenen | 3: De Goten (11:6) |
|                                                  | Processus                                                               | Schrijver op het inlichtingenbureau | 10: Asterix als legioensoldaat (16:2) |
| Xynix                                            | Prolix                                                                  | Waarzegger | 19: De ziener (8:2) |
|                                                  | Promenade des Bretons                                                   | Promenade des Anglais | 5: De ronde van Gallië (29:2) |
|                                                  | Pronostix                                                               | Wijn en steenkoolhandelaar in Arverne | 11: Het ijzeren schild (16:3) |
|                                                  | Pronostix                                                               | Druïde in kuuroord | 11: Het ijzeren schild (33:2) |
|                                                  | Quatredeuxsix                                                           | Galliër die Asterix en Obelix wil verraden | 5: De ronde van Gallië (19:9) |
|                                                  | Quelquilfus                                                             | Soldaat | 5: De ronde van Gallië (27:2) |
|                                                  | Quintilius                                                              | Decurion in Camaracum | 5: De ronde van Gallië (16:1) |
|                                                  | Claudius Quintilius                                                     | Officier in Petibonum | 1: Asterix de Galliër (26:9) |
| Claudius Capsonus                                | Claudius Quiquilfus                                                     | Romein die Asterix en Obelix als slaven koopt | 18: De lauwerkrans van Caesar (17:3) |
| Gracchus Capsonus                                | Gracchus Quiquilfus                                                     | Zoon van Claudius Quiquilfus die altijd dronken is en veel feestviert, bijgenaamd Imbeciel | 18: De lauwerkrans van Caesar (18:4) |
|                                                  | Tibia Quiquilfus                                                        | Dochter van Claudius Quiquilfus | 18: De lauwerkrans van Caesar (18:4) |
|                                                  | Radius                                                                  | Struikrover | 5: De ronde van Gallië (39:9) |
|                                                  | Ramollix                                                                | Corsicaanse bejaarde | 20: Op Corsica (38:1) |
| Relax                                            | Relax                                                                   | Herbergier in Brittania | 8: De Britten (20:3) |
| Relax                                            | Relax                                                                   | Herbergier in Brittania | 20: Op Corsica (9:4) |
|                                                  | Titus Résidus                                                           | Advocaat | 18: De lauwerkrans van Caesar (33:3) |
| Lacchus                                          | Rictus                                                                  | Bewaker in de arena | 4: Asterix als gladiator (36:6) |
| Lepidus Loensus                                  | Caius Roideprus                                                         | Gouverneur van Brittania | 8: De Britten (19:2) |
| Bacchionysus                                     | Roméomontaigus                                                          | Oud-soldaat, dronkaard | 21: Het geschenk van Caesar |
|                                                  | Rotomagus                                                               | Rouen | 5: De ronde van Gallië (10:4) |
|                                                  | Ruspina                                                                 | Monastir (Tunesië) | 10: Het eerste legioen (13:2) |
|                                                  | Marcus Sacapus (vlooienbaal)                                            | Officier in Petibonum, plaatsvervanger van de centurio | 1: Asterix de Galliër |
| Bluesmusicus                                     | Saintlouisblus                                                          | Soldaat | 24: De Belgen (25:1) |
|                                                  | Salamix                                                                 | Corsicaanse soldaat | 20: Op Corsica (30:9, 34:7) |
| Samarobriva                                      | Samarobriva                                                             | Amiens | 23: Obélix & Co (25:3) |
| Samarobriva                                      | Samarobriva                                                             | Amiens | 24: De Belgen (13:6) |
|                                                  | Satiric                                                                 | Goot, zwager van Liric, die ook wel leider wil worden. | 3: De Goten (45:4) |
| Caius Adolescentus                               | Caius Saugrenus                                                         | Romein die Obelix aanspoort een groot menhirbedrijf te beginnen | 23: Obélix & Co |
| Iqunullus                                        | Savancosinus                                                            | Sterke maar niet erg slimme soldaat | 15: De intrigant (24:1) |
|                                                  | Scarfas                                                                 | Koetsier in Athene | 12: De Olympische Spelen (22:8) |
| Janjurcus                                        | Sciencinfus                                                             | Soldaat, vrijwilliger op Corsica | 20: Op Corsica (22:3) |
|                                                  | Scipio                                                                  | Historisch, tegenstander van Caesar | 10: Het eerste legioen (37:1) |
|                                                  | Segodunum                                                               | Rodez | 11: Het ijzeren schild (33:12) |
| Selfix                                           | Selfix                                                                  | puberzoon van Hoefnix | 38:De Dochter van de Veldheer (11:7a) |
| Selfservix                                       | Selfservix (zelfbediening)                                              | Herbergier | 9: De Noormannen (34:10) |
| Tachtix                                          | Septantesix (zesenzeventig, in het Waalse dialect)                      | Belgische druïde en vriend van Panoramix. Hij geeft een kruid aan een soldaat waardoor die als een ezel gaat balken. Ook heeft hij een middel waarmee de handen ongevoelig worden voor pijn | 3: De Goten (7,5) |
| Serum                                            | Sérum                                                                   | Gallisch dorpje dat de Romeinse bezetting accepteert | 7: De strijd van de stamhoofden (7:1) |
|                                                  | Sextiae                                                                 | Aix | 21: Het geschenk van Caesar (7:6) |
|                                                  | Gracchus Sextilius                                                      | Schildwacht in Petibonum | 1: Asterix de Galliër (26:9) |
| Simosartros                                      |                                                                         | Herbergier in Lutetia | 40: De witte iris (35:5) |
|                                                  | Sinfonix                                                                | Leider van een Corsicaanse clan | 20: Op Corsica (36:5) |
| Sjudoransus                                      |                                                                         | Romeins legionair | 40: De witte iris (1:7) |
| Suffix                                           | Simplebasix                                                             | Gallisch dorpsbewoner | 38:De Dochter van de Veldheer (12:8b) |
| Solodurum                                        | Solodurum                                                               | Soleure | 16: De Helvetiërs (26:1) |
| Paella y Peseta                                  | Soupalognon y Crouton                                                   | Iberische leider, vader van Pepe | 14: In Hispania (7:1) |
| Paella y Peseta                                  | Soupalognon y Crouton                                                   | Iberische leider, vader van Pepe | 20: Op Corsica (9:2) |
| Onderonsjus                                      | Sousentendus                                                            | Senator | 24: De Belgen (29:1) |
|                                                  | Squinotix                                                               | Corsicaan, neef van Figatellix | 20: Op Corsica (46:2) |
| Linksaf                                          | Sténograf                                                               | Noorman | 9: De Noormannen (39:8) |
|                                                  | Stradivarius                                                            | Lid van de senaat | 15: De intrigant (5:2) |
| Tullius Stratocumulus                            | Tullius Stratocumulus (wolk)                                            | Centurio van Aquarium | 8: De Britten (11:8) |
| Sessinquartus                                    | Suelburnus                                                              | Gouverneur van Corsica | 20: Op Corsica (7:7) |
|                                                  | Suindinum                                                               | Le Mans, stad die bekend is door de wagenraces | 2: Het gouden snoeimes (10:6) |
| Engelsax                                         | Surtax                                                                  | Herbergier in Brittania, neef van Relax | 8: De Britten (32:1) |
| Scampix                                          | Surimix                                                                 | Jongste zoon Kostunrix | 8:De Dochter van de Veldheer (10:6b) |
| Telefisic                                        | Téléféric (kabelbaan)                                                   | Leider der Goten die hoopt dat Panoramix hem zal helpen | 3: De Goten (24:11) |
|                                                  | Théoric                                                                 | Gotische soldaat onder bevel van Coudetric | 3: De Goten (6,10) |
| Ondecjeplecjus                                   | Terrinconus                                                             | Geograaf van Caesar | 39: De Griffioen (1:6) |
| Ticcataccus                                      |                                                                         | Romeins centurio van kamp Adfundum | 40: De witte iris (7:2) |
| Tiffanus                                         | Tifus                                                                   | Slavenhandelaar | 18: De lauwerkrans van Caesar (14:5) |
|                                                  | Tikedbus (buskaartje)                                                   | Wegenwacht. Hij wil Asterix en Obelix niet helpen, waarop de Galliërs zijn wagen nemen | 5: De ronde van Gallië (15:1) |
|                                                  | Tohubohus                                                               | Centurio van Laudanum | 21: Het geschenk van Caesar (33:2) |
|                                                  | Tolosa                                                                  | Toulouse | 5: De ronde van Gallië (33:1) |
|                                                  | Tomatojus (tomatensap)                                                  | Knecht in kuuroord | 11: Het ijzeren schild (33:12) |
| Kissebis                                         | Tournevis (schroevendraaier)                                            | Knecht van Amonbofis | 6: Cleopatra |
| Tragicomix                                       | Tragicomix                                                              | Verloofde van Walhalla/Falbala | 10: Asterix als legioensoldaat |
| Troetelovna                                      | Tripatovna                                                              | Sarmaatse Amazone | 39: De Griffioen (11:3) |
|                                                  | Tropolix                                                                | Leider van een Corsicaanse clan | 20: Op Corsica (36:4) |
| Claudius Juttemus                                | Claudius Trottemenus                                                    | Soldaat | 24: De Belgen (17:7) (19:6) |
| Businis                                          | Tumehéris                                                               | Man op het schip van Numérobis | 6: Cleopatra (9:1) |
| Doremidus                                        | Tutévucantabus                                                          | Romeins legionair | 39: De Griffioen (26:4) |
|                                                  | Uniprix (eenheidsprijs)                                                 | Marskramer | 23: Obélix & Co (25:3) |
| Karakteristicks                                  | Vandécosmétix                                                           | Belg | 24: De Belgen (32:7) |
| Hilaricks                                        | Vandeuléflix                                                            | Belg | 24: De Belgen (19:6) |
| Diedericks                                       | Vanendfaillevesix                                                       | Belg | 24: De Belgen (19:5) |
|                                                  | Veracrus                                                                | Zeeman | 15: De intrigant (9:3) |
| Vercingetorix                                    | Vercingétorix                                                           | Historisch. Arverner die door Caesar werd verslagen | 1: Asterix de Galliër (5:2) |
| Vercingetorix                                    | Vercingétorix                                                           | Historisch. Arverner die door Caesar werd verslagen | 2: Het gouden snoeimes (26:1) |
| Vercingetorix                                    | Vercingétorix                                                           | Historisch. Arverner die door Caesar werd verslagen | 11: Het ijzeren schild (5:1) |
| Vercingetorix                                    | Vercingétorix                                                           | Historisch. Arverner die door Caesar werd verslagen | 17: De Romeinse lusthof (5:1) |
| Nemausus                                         | Versontio                                                               | Besançon (Frans) / Nîmes (Nederlands) | 23: Obélix & Co (25:3) |
|                                                  | Victoiralapirus (Pyrrhusoverwinning)                                    | Zeeman (leider van roeiers?) | 15: De intrigant (9:3) |
|                                                  | Vienna                                                                  | Vienne (aan de Rhône) | 13: De koperen ketel (28:1) |
|                                                  | Vigtis                                                                  | Vikingvrouw | 22: De grote oversteek (43:9) |
|                                                  | Violoncellix                                                            | Leider van een Corsicaanse clan | 20: Op Corsica (36:3) |
| Viceversus                                       |                                                                         | hoofdarts Romeinse leger | 40: De witte iris(6:5) |
| Wolfgangamadeud                                  | Volfgangamadeus (voornamen van Mozart)                                  | Legaat in Belgica | 24: De Belgen (28:5) |
| Vindonissa                                       | Vindonissa                                                              | Windisch | 16: De Helvetiërs (12:4) |
|                                                  | Yenapus                                                                 | Prefect in Tolosa | 5: De ronde van Gallië (33:6, 36:3) |
| Zebigbos (the big boss, de grote baas)           | Zebigbos (the big boss)                                                 | Leider van dorp in Cantium | 8: De Britten (7:1, 44:9) |
| Zebigbos (the big boss, de grote baas)           | Zebigbos (the big boss)                                                 | Leider van dorp in Cantium | 20: Op Corsica (9:4) |
| Belbus                                           | Ziguépus                                                                | Bewaker in de arena | 4: Asterix als gladiator (37:2) |
| Dogsen                                           | Zoodvinsen                                                              | Hond van de Vikings | 22: De grote oversteek (5:2) |
|                                                  | Zurix                                                                   | Bankier | 16: De Helvetiërs (28:11) |
| Canis                                            | Ipsos                                                                   | Griekse astroloog van Caesar | 36: De papyrus van Caesar (24:1) |
| Decubitus                                        | Ultrarépendus                                                           | centurio van het Romeinse kamp Adfudum | 36: De papyrus van Caesar (15:1) |
| Antivirus                                        |                                                                         | Romeins soldaat in kamp Adfudum, bewaker van de duiventil. | 36: De papyrus van Caesar (15:2) |
| Vannotus                                         |                                                                         | Romeins soldaat | 36: De papyrus van Caesar (22:6) |
|                                                  | Bigdatha                                                                | Numibische kopiist | 36: De papyrus van Caesar (6:5) |
| Wifix                                            |                                                                         | dorpsbewoner, leest de horoscoop voor uit de Echo van Condate | 36: De papyrus van Caesar (7:1) |
| Woekerpolis                                      |                                                                         | slaaf van Bonus Promoplus | 36: De papyrus van Caesar (9:2) |
| Wolverine                                        | Wolferine                                                               | Wolf van Kankalopdine | 39: De Griffioen (7:5) |